# London-Marathon 2014
| 34. London-Marathon                           | 34. London-Marathon                   |
| --------------------------------------------- | ------------------------------------- |
| Führungsgruppe der Frauen                     |                                       |
| Stadt                                         | London, Vereinigtes Königreich        |
| Datum                                         | 13. April 2014                        |
| Distanz                                       | 42,195 Kilometer                      |
| Sieger                                        |                                       |
| Männer                                        | Wilson Kipsang (2:04:29 h)            |
| Frauen                                        | Edna Ngeringwony Kiplagat (2:20:21 h) |
| ← London-Marathon 2013 London-Marathon 2015 → |                                       |
| Website                                       | Offizielle Website                    |

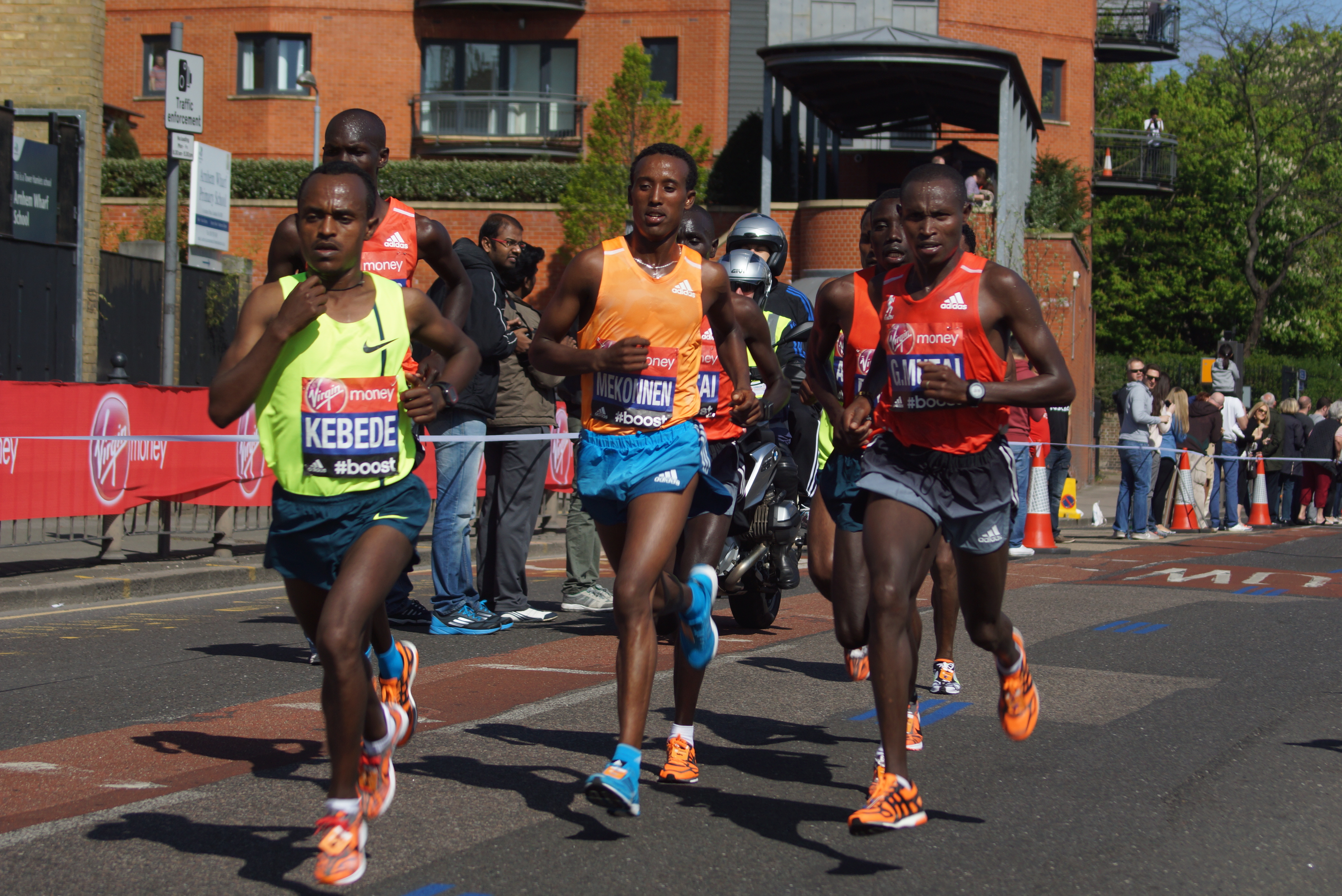
Führungsgruppe der Männer

Der London-Marathon 2014 war die 34. Ausgabe der jährlich stattfindenden Laufveranstaltung in London, Vereinigtes Königreich. Der Marathon fand am 13. April 2014 statt und war der zweite World Marathon Majors des Jahres.
Bei den Männern gewann Wilson Kipsang in 2:04:29 h und bei den Frauen Edna Ngeringwony Kiplagat in 2:20:21 h.

## Ergebnisse

### Männer
| Platz | Athlet                     | Land                   | Zeit (h) |
| ----- | -------------------------- | ---------------------- | -------- |
| 01    | Wilson Kipsang             | Kenia                  | 2:04:29  |
| 02    | Stanley Kipleting Biwott   | Kenia                  | 2:04:55  |
| 03    | Tsegay Kebede              | Äthiopien              | 2:06:30  |
| 04    | Ayele Abshero              | Äthiopien              | 2:06:31  |
| 05    | Tsegaye Mekonnen           | Äthiopien              | 2:08:06  |
| 06    | Geoffrey Kiprono Mutai     | Kenia                  | 2:08:18  |
| 07    | Emmanuel Kipchirchir Mutai | Kenia                  | 2:08:19  |
| 08    | Mo Farah                   | Vereinigtes Königreich | 2:08:21  |
| 09    | Feyisa Lilesa              | Äthiopien              | 2:08:26  |
| 10    | Ryan Vail                  | Vereinigte Staaten     | 2:10:57  |

### Frauen
| Platz | Athletin                  | Land      | Zeit (h) |
| ----- | ------------------------- | --------- | -------- |
| 01    | Edna Ngeringwony Kiplagat | Kenia     | 2:20:21  |
| 02    | Florence Jebet Kiplagat   | Kenia     | 2:20:24  |
| 03    | Tirunesh Dibaba           | Äthiopien | 2:20:35  |
| 04    | Feyse Tadese              | Äthiopien | 2:21:42  |
| 05    | Aberu Kebede              | Äthiopien | 2:23:21  |
| 06    | Jéssica Augusto           | Portugal  | 2:24:25  |
| 07    | Tetjana Hamera-Schmyrko   | Ukraine   | 2:25:30  |
| 08    | Ana Dulce Félix           | Portugal  | 2:26:46  |
| 09    | Tiki Gelana               | Äthiopien | 2:26:58  |
| 10    | Liudmyla Kovalenko        | Ukraine   | 2:31:31  |